# 庆远府
庆远府，南宋时设置的府

庆远府在广西省的位置（1820年）

南宋咸淳元年（1265年）以宜州为宋度宗潜邸所在，升为庆远府，治所在宜山县（今广西壮族自治区宜州市）。元朝时，先为安抚司，后改为庆远路，大德初年，改庆远南丹安抚司。明朝时复为府。清朝时，辖境相当今广西壮族自治区河池、宜州、东兰、风山、天峨、忻城、环江、南丹等市县地。属广西省。1913年，全国废府，废。

## 延伸阅读
[在维基数据编辑]
 《欽定古今圖書集成·方輿彙編·職方典·慶遠府部》，出自陈梦雷《古今圖書集成》